# 湖南镇水库
湖南镇水库位于浙江省衢州市衢江区东南部及丽水市遂昌县北部，系乌溪江（衢江支流）上的一级水电站，距下游黄坛口水库20千米，与黄坛口水库合称为乌溪江水库。因纵贯仙霞岭，故又称仙霞湖。水库大坝坝高129米，坝顶高程242米，坝长440米，被列为世界最高的大坝之一。水库总库容20.67亿立方米（水位240.25米），正常库容15.82亿立方米（水位230米），死库容4.48亿立方米。水库于1970年3月兴建，1983年12月竣工。目前是衢州市最大的电站，装机容量17万千瓦，年发电5.4亿千瓦时。 